# 周成 (十六国)
周成，五胡十六国時代後趙、冉魏、东晋将领。
周成在後趙担任将軍。349年十一月，輔国大将軍石閔（冉闵）联络司空李农、右衛将軍王基密谋废黜後趙君主石遵。派周成和将军苏彦率领披甲士兵三千人在南台将石遵擒获。士兵们来到石遵的住处时，他正和妇人玩碁。他问周成说：“造反的是谁？”周成说：“义阳王石鉴应当立为继承人。”石遵说：“我尚且如此，石鉴又能支撑多长时间！”石遵在琨华殿被杀，石閔擁立石鉴为皇帝。
350年二月，冉閔建立魏国。八月，後趙旧将張賀度、段勤、劉国、靳豚在昌城合军，计划攻打冉魏的国都鄴城。周成与行台都督劉羣、王泰、崔通共率步騎兵十二万迎击，驻守黄城。冉閔亲率精鋭八万在後。两軍在蒼亭交战，冉魏軍大勝，斩杀敌军二万八千。随后追至陰安，斩杀靳豚，尽虜残兵。
周成後任徐州刺史。351年八月，因冉魏军事失利，周成与兖州刺史魏统、荆州刺史乐弘、豫州刺史张遇投降东晋，献出了他们所占据的廪丘、许昌等城邑。
354年正月，周成又背叛東晋，从宛县出发袭击洛阳，河南郡太守戴施撤退到鮪渚。从此，周成占据洛陽两年。
356年五月，羌族酋長姚襄自许昌进发攻打周成，包围洛阳。八月，東晋征西大将軍桓温討伐姚襄，逼近洛陽，姚襄解除对洛陽的包围，迎击桓温，结果大敗逃亡。桓温到達洛陽，周成率领兵众出来投降。桓温押解周成返回荊州。其後周成情况不明。